# Muzica apelor

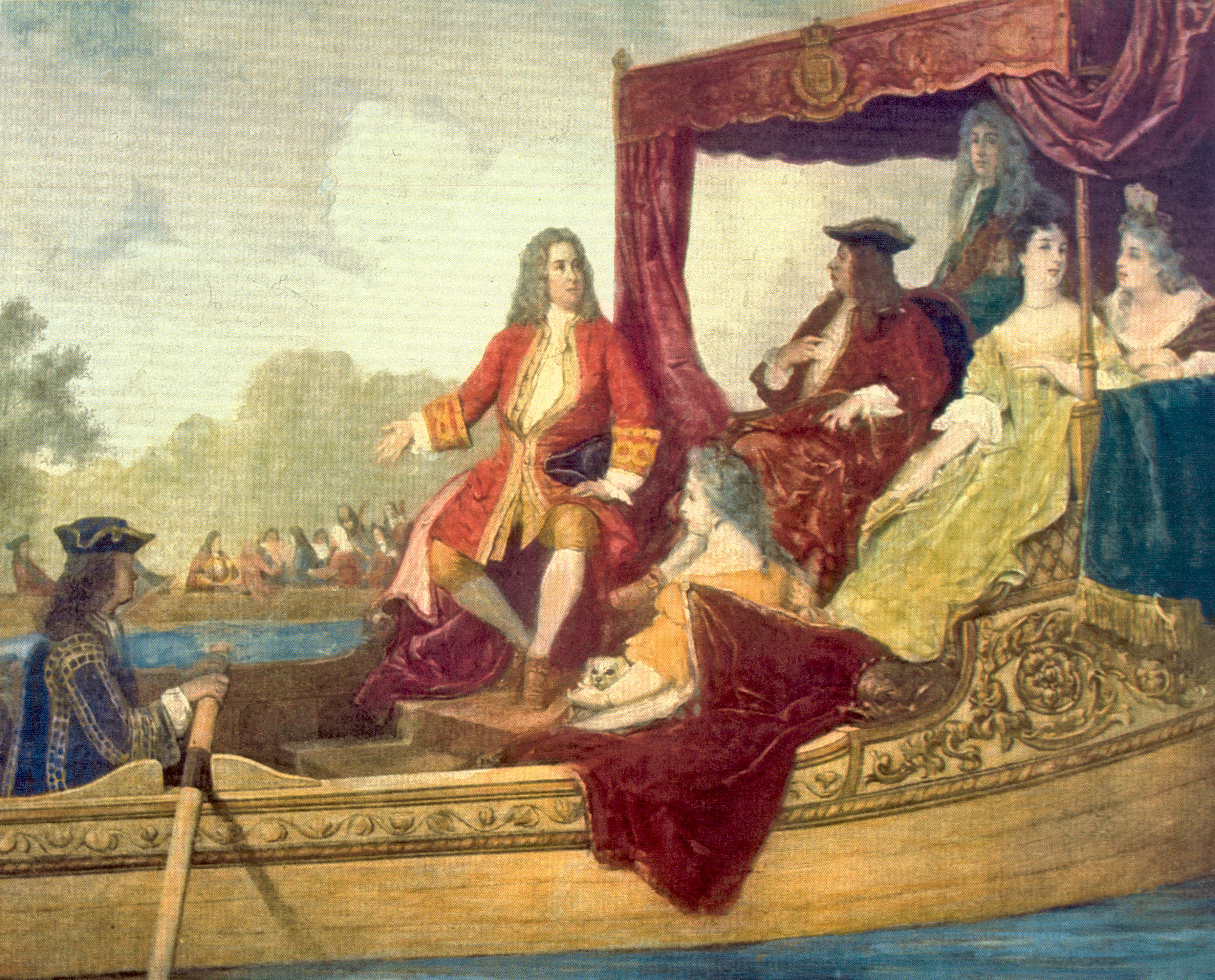
Händel (la mijloc, cu mâna întinsă) și regele George I al Marii Britanii într-o ambarcațiune pe Tamisa la 17 iulie1717 pictură de pictorul belgian Eduard Hamman (1819-1888). La stânga și în spate se văd muzicanții într-o altă ambarcațiune

Muzica apelor (în engleză:The Water Music, în germană:Wassermusik) este o serie de piese orchestrale, adesea publicată ca trei suite orchestrale baroce 1, 2 și 3 (HWV 348, 349, et 350), compusă probabil între 1715-1717 de Georg Friedrich Händel (în Anglia cunoscut ca George Frideric Handel). Ea este considerată una din capodoperele muzicii culte baroce, emblematică pentru arta lui Händel și, în prima sa versiune, a fost executată în premieră la 17 iulie 1717, la cererea regelui George I al Marii Britanii pentru un concert pe râul Tamisa. După muzicologul Christopher Hogwood, lucrarea este „o secvență lungă de piese”, 22 ca număr. Ea este formată din dansuri de curte, dansuri populare, cantilene, adagiouri și arii. Această lucrare a fost destinată a fi interpretată în aer liber, ceea ce a necesitat o orchestră bazată pe instrumente de coarde și un număr sporit de instrumente de suflat.Folosirea de către Händel a cornilor în muzica cultă engleză a fost o premieră. 

## Istoria
Händel s-a născut în 1685, în același an ca și Johann Sebastian Bach, celălalt genial compozitor și organist german din epoca sa. Lui Händel îi plăcea să călătorească. El a petrecut mult timp mai ales la Hamburg și în Italia și a vizitat Anglia prima dată în 1710. Ulterior a devenit „director de muzică”, Hofkappelmeister al Prințului Elector de Hanovra, Georg Ludwig. În 1712 a cerut permisiunea de a vizita iarăși Anglia. În Anglia a găsit repede de lucru, s-a bucurat de mare apreciere și a găsit o viață mai puțin monotonă decât în Germania, și nu s-a mai întors la Hanovra. În 1714 regina Anne a Marii Britanii a decedat. Succesorul ei, sub numele de George I, nu era altul decât Prințul Elector de Hanovra, patronul german al lui Händel. După o ipoteză, Muzica apelor a fost scrisă în 1715 și o legendă spune ca ea trebuia să contribuie la reconcilierea compozitorului cu regele George I (fostul elector de Hanovra Georg Ludwig), în serviciul căruia se aflase Händel la Hanovra. De fapt, George a continuat să plătească lui Händel salariul anual, ba chiar l-a crescut, și în timpul absenței acestuia de la Hanovra  Dacă a avut nemulțumiri față de Händel, i-au trecut, și ca rege al Marii Britanii, a apelat din nou la serviciile sale. La prima sa apariție publică ca monarh în Anglia s-a cântat Te Deum de Handel. Lui George I i-a plăcut să facă plimbări cu barca regală pe Tamisa și le-a însoțit de muzică live încă din verile anilor 1715 și 1716, când nu se știe precis dacă s-a cântat muzica lui Handel. 
La 17 iulie 1717, regele a organizat o nouă petrecere pe râu, în care muzicienii au cântat de pe o altă ambarcațiune muzica compusă de Händel în mod special pentru eveniment. Concertul a fost foarte reușit, așa cum a menționat și cel dintâi cotidian englez,Daily Courant, precum și diplomatul prusian Friedrich Bonet. Fiind foarte satisfăcut, și în cursul altor croaziere asemănătoare, regele a cerut să i se cânte de trei ori la rând „Muzica apelor” a lui Händel. La concerte au asistat și mulți locuitori ai Londrei.

### Reportajul din „Daily Courant” din 17 iulie 1717

Parcursul croazierei regale pe Tamisa de la Westminster
la Putney la 17 iulie 1717

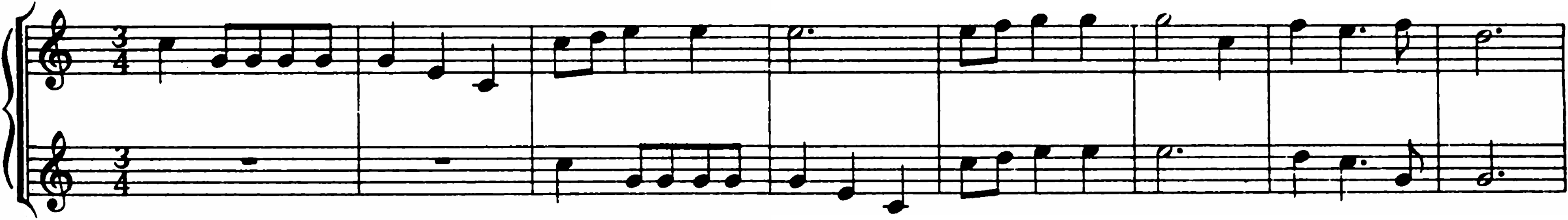
Menuetul din Muzica apelor, Suita nr.1 în Fa HWV348, se deschide printr-un canon pentru două coarne

„On Wednesday Evening, at about 8, the King took Water at Whitehall in an open Barge, wherein were Dutchess of Bolton, The Dutchess of New Castle, the Countess of Godolphin, Madam Kilmaseck, and the Earl of Orkney. And went up the River towards Chelsea. Many other of Barges with Person of Quiatly attended, and so the great Number of Boats, that the whole River in a manner was couver’d; a City Company’s Barge was employ’d for the Musick, wherein were 50 Instruments of all sorts, Who play’d all the Way from Lambeth (while the Barges drove with the Tide without Rowing, as far as Chelsea) the finest Symphonies, compos’d express for this Occasion, by Mr Hendel: which his Majesty liked so well, that he caus’d it to be plaind over three times in going and returning. At Eleven his Majesty went ashore at Chelsea, where a Supper was prepar'd, and then there wa another very fine Consort of Musick, which lasted till 2; Majesty came again into his Barge, and return'd the same Way, the Musick continuing to play till he landed”
.
„Miercuri seara, pe la ora opt, Regele a pornit  de la Whitehall într-o barcă deschisă, în care se aflau Ducesa de Bolton, Ducesa de New Castle, Contesa de Godolphin, Madame Kilmasegg și contele de Orkney. În această croazieră ei s-au îndreptat spre Chelsea. Au mai participat și multe alte bărci transportând oameni de rang înalt; numărul bărcilor era atât de mare încât întregul râu s-a acoperit. Într-o navă furnizată de Primăria Londrei cânta orchestra la 50 de instrumente de tot felul.Tot drumul de la Lambeth (în timp ce bărcile au plutit în virtutea curentului fără vâslit, până la Chelsea) au cântat cele mai frumoase simfonii, compuse special pentru ocazie de domnul Haendel. Ele i-au plăcut atât de mult   Majestății Sale încât le-au repetat de trei ori pe drum până acolo și înapoi. La unsprezece, Majestatea Sa a debarcat la Chelsea, unde s-a pregătit o cină, iar apoi a urmat un alt program muzical, care a continuat până la ora două; Majestatea Sa și-a recălecat barca și a călătorit în același mod, în vreme ce muzica a continuat până când au coborât la țărm”

## Structură
Muzica apelor începe cu o uvertură franceză și include menuete, bourrées și hornpipes, de asemenea părți nedansante.

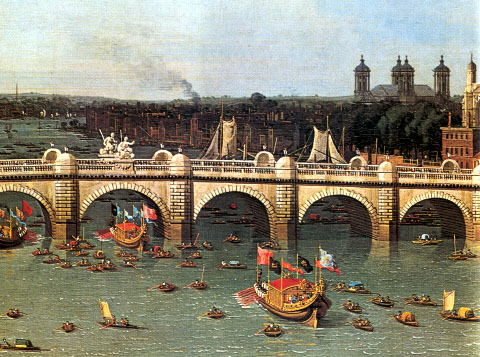
Podul Westminster, dinspre nord, și croaziera festivă pe Tamisa în Ziua Lordului Primar al Londrei, pictură de Canaletto, ulei pe pânză, 1746-1747

În mod tradițional lucrarea se împarte în trei suite:
- Suita în Fa major - "cu corn" (HWV 348):

1. Uvertură (Largo – Allegro)
Durata: 3 minute and 47 secunde.3:47
2. Adagio e staccato
Durata: 2 minute și 41 secunde.2:41
3. Allegro – Andante – Allegro da capo Aria
Durata: 9 minute și 2 seconde.9:02
4. Passepied
Durata: 2 minute și 42 secunde.2:42
5. Arie
Durata: 4 minute și 12 secunde.4:12
6. Menuet
Durata: 2 minute and 55 secunde.2:55
7.& 8. Bourrée & Hornpipe
Durata: 1 minut și 28 secunde.1:28
10. Allegro
Durata:    minute și 22 secunde.3:22
Uvertură (Largo – Allegro)
Adagio e staccato
Allegro – Andante – Allegro da capo
Passepied
Arie
Menuet
Bourrée
Hornpipe
Andante
Allegro
Hornpipe
Suita în Re major "cu trompetă" (HWV 349)
Uvertură (Allegro)
Alla Hornpipe
Lentement
Bourrée
Menuet
Suită în Sol major "cu flaut"  (HWV 350)
Sarabandă
Rigaudon
Menuet
Gigă
Tabelul următor prezintă cele 22 părți ale Muzicii apelor pe care Samuel Arnold le-a editat în 1788 în ediția, care a rămas incompletă, precum și în ediția lui Friedrich Chrysander din 1886. El corespunde stadiului actual al cercetării din 2004 și astfel se abate de la împărțirea larg răspândită în trei suite, care se reflectă și în numerele HWV. Cu toate acestea, tabelul arată că această împărțire este depășită, deși frecvent folosită pentru pentru o orientare mai ușoară. 
| Nr. | HWV    | Titlu             | Gama | Instrumente                                  | Suită           | Instrumente                                                                          |
| --- | ------ | ----------------- | ---- | -------------------------------------------- | --------------- | ------------------------------------------------------------------------------------ |
| 1   | 348/1  | Uvertură          | F    | 2 corni, 2, oboaie, fagot, coarde            | Suita 1 Nr. 1   | 2 oboaie, coarde, bassi (fagot, violoncel, contrabas, clavecin)                      |
| 2   | 348/2  | Adagio e staccato | d    | oboaie, coarde                               | Suita 1 Nr. 2   | 2 oboaie, coarde, bassi (fagot, violoncel, contrabas, clavecin)                      |
| 3   | 348/3  | fără denumire     | F    | 2 corni, 2 oboaie, fagot, coarde             | Suita 1 Nr. 3   | 2 corni, 2 oboaie, fagot, coarde, clavecin                                           |
| 4   | 348/4  | Andante           | d    | 2 oboaie, fagot, coarde                      | Suita 1, Nr. 4  | 2 oboaie, fagot, coarde, clavecin                                                    |
| 5   | 348/5  | Allegro           | F    | 2 corni, 2 oboaie, coarde                    | Suita 1, Nr. 5  | 2 corni, 2 oboaie, coarde, bassi (fagot, violoncel, contrabas, clavecin)             |
| 6   | 348/6  | Arie              | F    | 2 corni, 2 oboaie, coarde                    | Suita 1, Nr. 6  | 2 corni, 2 oboaie, coarde, bassi (fagot, violoncel, contrabas, clavecin)             |
| 7   | 348/7  | Menuet            | F    | 2 corni, 2, oboaie, fagot, coarde            | Suita 1, Nr. 7  | 2 corni, 2 oboaie, coarde, bassi (fagot, violoncello, contrabass, clavecin)          |
| 8   | 348/8  | Bourée            | F    | 2 oboaie, fagot, coarde                      | Suita 1, Nr. 8  | 2 oboaie, coarde, bassi (fagot, violoncel, contrabas, clavecin)                      |
| 9   | 348/9  | Hornpipe          | F    | 2 oboaie, fagot, coarde                      | Suita 1, Nr. 9  | 2 oboaie, coarde, bassi (fagot, violoncel, contrabas, clavecin)                      |
| 10  | 348/10 | fără denumire     | d    | 2 oboaie, fagot, coarde                      | Suita 1, Nr. 10 | coarde, bassi (fagot, violoncel, contrabas, cembalo)                                 |
| 11  | 349/11 | fără denumire     | D    | 2 trompete, 2 corni, 2 oboaie, fagot, coarde | Suita 2, Nr. 11 | 2 trompete , 2 corni, 2 oboaie, fagot, bassi (violoncel, contrabas, clavecin)        |
| 12  | 349/12 | fără denumire     | D    | 2 trompete, 2 corni, 2 oboaie, fagot, coarde | Suita 2, Nr. 12 | 2 trompete, 2 corni, 2 oboaie, fagot, bassi (violoncel, contrabas, clavecin)         |
| 13  | 350/16 | fără denumire     | G    | flaut transversal, coarde                    | Suita 3, Nr. 16 | flaut transversal, coarde, bassi (violoncel, contrabas, clavecin)                    |
| 14  | 350/17 | fără denumire     | G    | flaut transversal, coarde                    | Suita 3, Nr. 17 | flaut transversal, coarde, bassi (violoncel, contrabas, clavecin)                    |
| 15  | 350/18 | fără denumire     | g    | flaut transversal, coarde                    | Suita 3, Nr. 18 | flaut transversal, coarde, bassi (violoncel, contrabas, clavecin)                    |
| 16  | 349/14 | Lentement         | D    | 2 trompete, 2 corni, 2 oboaie, fagot, coarde | Suita 2, Nr. 14 | 2 trompete, 2 corni, 2 oboaie, fagot, coarde, bassi (violoncel, contrabas, clavecin) |
| 17  | 349/15 | fără denumire     | D    | 2 trompete, 2 corni, 2 oboaie, fagot, coarde | Suita 2, Nr. 15 | 2 trompete, 2 corni, 2 oboaie, coarde, bassi (violoncel, contrabas, clavecin)        |
| 18  | 350/19 | Menuet            | g    | coarde                                       | Suita 3, Nr. 19 | coarde, bassi (violoncel, contrabas, fagot, clavecin)                                |
| 19  | 350/20 | Menuet 2          | g    | flaut sopranino, coarde                      | Suita 3, Nr. 20 | picolo, coarde, bassi (violoncel , contrabas, fagot, clavecin)                       |
| 20  | 350/21 | fără denumire     | g    | flaut sopranino, coarde                      | Suita 3, Nr. 21 | picolo, coarde, bassi (violoncel, contrabas, fagot, clavecin)                        |
| 21  | 350/22 | fără denumire     | G    | fagor, coarde                                | Suite 3, Nr. 22 | coarde, fagot, bassi (violoncel, contrabas, clavecin)                                |
| 22  | 349/13 | Menuet            | D    | 2 trompete, 2 corni, 2 oboaie, fagot, coarde | Suite 2, Nr. 13 | 2 trompete, 2 corni, 2 oboaie, fagot, coarde, bassi (violoncel, contrabas, clavecin) |

În ediția sa din 1886, Friedrich Chrysander combină cele două mișcări HWV 348/4 și HWV 348/5 ca (Allegro)-Andante, Allegro fiind preluat din nou după Andante cu indicația da capo. De asemenea, el combină mișcările HWV 350/17 și HWV 350/18 ca Aria (Allegro) și HWV 350/19 și HWV350/20 ca Menuet (Menuet). Adesea, la fel ca și în ediția Eulenburg, denumirea părții Rigaudon se poate găsi la HWV 350/17. Ediția Eulenburg combină și mișcările HWV 350/21 și 350/22 sub numele Dans sătesc.
Ordinea exactă a mișcărilor în cadrul suitelor este necunoscută; în anumite interpretări autentice, părți ale diferitelor suite sunt uneori amestecate (de exemplu, în interpretarea orchestrei baroce din „Le Concert des Nations”) de Jordi Savall. Este probabil ca atunci când se cânta muzică pentru rege, părțile lente, adesea liniștite, erau jucate atunci când șlepul regelui și al orchestrei erau aproape unul de cealalt, iar părțile zgomotoase și pline de viață erau interpretate atunci când șlepurile se îndepărtau unul de celălalt.
Și în zilele noastre muzica în fiecare suită nu are o ordine fixă.

## Componența orchestrei
Două flaute, două oboaie, fagot, doi corni, două trompete, două viori solo, coarde.
Muzica de apă a lui Händel a fost scrisă ca muzică în aer liber, ceea ce a necesitat o formație orchestrală puternică cu corni și trompete. Martorii contemporani, precum și articolul din ziarul Daily Courant citat mai sus, au vorbit despre o orchestră cu cincizeci de muzicieni. Friedrich Bonet, un trimis al regelui prusac Frederic, care l-a însoțit pe baronul Kielmanseck în timpul croazierei pe Tamisa, relatează despre corni, trompete, flaute transversale („des flutes allesmandes”), flautoane („des flutes françaises à bec”), viori și bași . Este puțin probabil ca un clavecin să cânte bas continuu pe lângă bași (violoncel și contrabas) în timpul spectacolului de pe Tamisa. Nici un bas cifrat nu poate fi găsit în sursele timpurii. Probabil „basul” era cântat de fagot, violoncel și contrabas, așa cum este menționat.Utilizarea clavecinului ca instrument bas continuu provine probabil din practica de a nu mai folosi „Muzica apelor” ca muzică în aer liber, ci ca piesă de concert sau muzică de scenă.
Pe de altă parte, timpanii au fost și ei folosiți adesea, deși nu figurează în partitură. Folosirea lor ca si uzul trompetelor și al cornilor, precum și uvertura de deschidere cu secvența lent-rapid sublineaza caracterul simbolic al Muzicii apelor de Handel. Cornii erau probabil instrumente preferate de George I. Ca vânător pasionat agreea sunetul lor. Trompetele pe de altă parte, simbolizau, în mod tradițional, regalitatea.
Din perspectiva muzicii in aer liber, contrastul repetat dintre corni si trompete în părțile din HWV 349 nu era un contrast între forte și liniștit, ci între timbrele diferite. La începutul secolului al XVII-lea folosirea flautelor transversale era foarte rară în Anglia. Folosirea in Muzica apelor este considerată cea mai timpurie creație muzicală engleză utilizând acest instrument. Deoarece sunetul flautului transversal și al celui dulce nu se poate auzi bine in aer liber, muzicologul Siegbert Rampe bănuiește că partea lor era amplificată de corni, trompete, oboaie sau fagot.

### Interpretări ulterioare
Muzica apelor a fost scrisă pentru o orchestră relativ mare, făcând-o potrivită pentru interpretări în aer liber. A facut ulterior parte din repertoriul multor orchestre și interpretată și în săli de concert.  
În 1920 muzicianul irlandez Hamilton Harty a făcut un aranjament al unor părți din ea pentru orchestră modernă 
  
Pe parcursul timpului s-au mai făcut și alte reorchestrări, asa cum explica dirijorul Sir Thomas Beecham:
„ Orchestra händeliană originară era constituită din câteva intrumente de coarde  și dintr-o duzină de instrumente de suflat de lemn cu ancie, mai ales oboaie și fagoți, ocazional întărite cu corni, trompete si tobe, restrânse de necesitate la o repetiție destul de monotonă a tonicei și dominantei. Aceasta îngreuna sarcina audienței de a o asculta cu urechea care era obișnuită cu sunetul bogat al orchestrelor contemporane”
De la sfârșitul secolului al XX-lea interpreții au început să evite versiuni ca aceea a lui Hamilton Harty, fiind influențați de curentul interpretării autentice sau documentate istoric.
Începând cu a doua jumătate a secolului XX, Muzica apelor a fost inclusă frecvent în programele festivalurilor de muzică barocă și a fost adesea aleasă ca lucrare reprezentativă pentru stilul grandios și festiv al epocii. În Marea Britanie, lucrarea este interpretată regulat în cadrul festivalului BBC Proms, de obicei în variantă autentică, cu instrumente de epocă. De asemenea, orașul Halle, locul nașterii lui Händel, o prezintă adesea în cadrul Festivalului Internațional Georg Friedrich Händel, sub formă de concert în aer liber, în apropierea râului Saale. Receptarea modernă pune accent pe autenticitatea instrumentației, fiind preferate înregistrările realizate de ansambluri specializate în interpretarea muzicii vechi, precum The English Concert, Les Arts Florissants sau Il Giardino Armonico.

### Interpretări renumite
- cea a Filarmonicii din Berlin sub direcția lui Herbert von Karajan - versiunea lui Hamilton Harty
- a orchestrei Academy of St Martin on the Fields condusă de John Eliot Gardiner
- 1960 - Jean-François Paillard a înregistrat-o prima dată în Franța la compania Erato.
- a orchestrei «Le Concert des Nations» a lui Jordi Savall
- a orchestrei English Consort dirijată de Trevor Pinnock
- a orchestrei Linde-Consort

## În altă media artistică

### Cinema și televiziune
- 1958-1988 - Un fragment din Muzica  apelor a devenit indicativul canalului Anglia Television, franșiză pentru Anglia de est al rețelei de televiziune ITV
- anii 1960 - piesa Alla Hornpipe -  a servit ca indicativ al emisiunii La musique est à vous pe canalul de radio francez France Inter
- 1983-1997 - Bourrée din Muzica apelor a servit ca indicativ al emisiunii culinare The Frugal Gourmet a șefului Jeff Smith la canalul american de televiziune PBS
- 1989 - Allegro din Suita a 2-a  - apare in filmul american Cercul poeților dispăruți al regizorului Peter Weir
- 1994 - într-o scenă a filmului The Madness of King George (Nebunia regelui George) al regizorului Sir Nicholas Hytner, după piesa lui Alan Bennett unde regele George al III-lea este arătat comportându-se bizar în timpul unui concert cu Muzica apelor (cere să se cânte mai tare, ia locul cembalistului și se bate cu Prințul de Wales)
- 2003 - într-un program video canadian pentru copii Baby Neptune al lui Baby Einstein
- 2005 - piesa Rigaudon din Suita a 3-a  - în filmul american Casanova al regizorului suedez Lasse Hallström
- 2012 în filmul danez En kongelig affære (O afacere regală) al regizorului Nikolaj Arcel - apare partea HWV 350 Suita nr.3 in Sol major
- 2018 - un extras din Suita a 3-a - in filmul francez Mademoiselle de Joncquières în regia lui Emmanuel Mouret